# Scott Frost
Scott Frost är en amerikansk författare, son till skådespelaren Warren Frost och bror till manusförfattaren, regissören och filmproducenten Mark Frost. Han skrev manus till två avsnitt av Twin Peaks tillsammans med brodern. Scott Frost har även skrivit manus till Babylon 5 och Andromeda.